# عبد الله سنجكار
عبد الله سنجكار (1937 – نوفمبر 1999) هو مؤسس وقائد الجماعة الإسلامية في جنوب شرق آسيا، وهي منظمة إسلامية مسلحة تتبع لتنظيم القاعدة. كان عبد الله من أصل حضرمي عربي.